# Mary Testa
Mary Testa (Filadelfia, 4 giugno 1955) è un'attrice e cantante statunitense, nota soprattutto come interprete di musical a Broadway e nell'Off Broadway.

## Biografia
Ha debuttato a teatro a New York nel 1979 con il musical In Trousers e ad esso sono seguiti Company (New York, 1980), A Funny Thing Happened on the Way to the Forum (Broadway, 1996), A New Brain (Off Broadway, 1998), Annie Get Your Gun (New York, 1999), Chicago (Broadway, 2005), Guys and Dolls (Broadway, 2009), Queen of the Mist (Off Broadway, 2011) Pippin (Kansas, 2012), Wicked (Broadway, 2014) e Oklahoma! (Broadway, 2019). È considerata una delle principali interpreti della musica di William Finn, oltre ad aver recitato anche in musical di Stephen Sondheim, Stephen Flaherty, John Kander, Stephen Schwartz e Leonard Bernstein.
Nel corso della sua carriera ha vinto un Obie Award ed è stata candidata a tre Tony Awards e a cinque Drama Desk Awards, vincendone uno onorario.

## Filmografia

### Cinema
- Vivere alla grande (Going in Style), regia di Martin Brest (1979)
- Lettere d'amore (Stanley & Iris), regia di Martin Ritt (1990)
- Un giorno da ricordare (Two Bits), regia di James Foley (1995)
- Sleepers, regia di Barry Levinson (1996)
- Sperduti a Manhattan (The Out-of-Towners), regia di Sam Weisman (1999)
- Stay - Nel labirinto della mente (Stay), regia di Marc Forster (2005)
- Il cacciatore di ex (The Bounty Hunter), regia di Andy Tennant (2010)
- Mangia prega ama (Eat Pray Love), regia di Ryan Murphy (2010)
- The Front Room, regia di Max e Sam Eggers (2024)

### Televisione
- Sex and the City – serie TV, episodio 5x06 (2002)
- Whoopi - serie TV, 20 episodi (2003-2004)
- 4 padri single (Four Single Fathers) - film TV (2009)
- 2 Broke Girls - serie TV, 1 episodio (2012)
- La fantastica signora Maisel (The Marvelous Mrs. Maisel) - serie TV, 2 episodi (2017)

## Doppiatrici italiane
Nelle versioni in italiano delle opere in cui ha recitato, Mary Testa è stata doppiata da:
- Cristiana Lionello in Sperduti a Manhattan
- Cristina Boraschi ne La fantastica signora Maisel